# Lijst van gemeentelijke monumenten in Gilze en Rijen
De gemeente Gilze en Rijen heeft 32 gemeentelijke monumenten. Hieronder een overzicht. 

## Gilze
De plaats Gilze kent dertien gemeentelijke monumenten:
| Object                                                                                            | Bouwjaar          | Architect                     | Locatie                | Coördinaten                   | Nr.        | Afbeelding                                                        |
| ------------------------------------------------------------------------------------------------- | ----------------- | ----------------------------- | ---------------------- | ----------------------------- | ---------- | ----------------------------------------------------------------- |
| Langevel boerderij met woongedeelte en stal                                                       | 2e helft 18e eeuw |                               | Alphensebaan 72        | 51° 32' 13" NB, 4° 56' 24" OL | 0784/WN001 | Upload foto                                                       |
| Café "De Tip", met woonhuis. Voorheen herberg met twee woonhuizen                                 | Ca. 1600          |                               | Bisschop de Vetplein 4 | 51° 32' 31" NB, 4° 56' 28" OL | 0784/WN002 | Café "De Tip", met woonhuis. Voorheen herberg met twee woonhuizen |
| Woonhuis                                                                                          | 1932              | A.J.C. Botermans, Gilze       | Kerkstraat 103         | 51° 32' 29" NB, 4° 56' 27" OL | 0784/WN003 | Upload foto                                                       |
| Woonhuis, hoorde bij aangrenzende herberg                                                         | laat-19e-eeuws    | A. Aarts, Rijen               | Kerkstraat 105         | 51° 32' 30" NB, 4° 56' 27" OL | 0784/WN004 | Upload foto                                                       |
| R.K. St. Petrus Bandenkerk                                                                        | 1880-82           | J. van Langelaar, Princenhage | Kerkstraat 116         | 51° 32' 28" NB, 4° 56' 28" OL | 0784/WN005 | Meer afbeeldingen                                                 |
| Vlaamse schuur                                                                                    | ca. 1910          |                               | Molenakkerweg 5        | 51° 33' 20" NB, 4° 55' 3" OL  | 0784/WN006 | Upload foto                                                       |
| Villa                                                                                             | 1934              | A. Aarts, Rijen               | Nieuwstraat 13         | 51° 32' 37" NB, 4° 56' 27" OL | 0784/WN007 | Upload foto                                                       |
| Woonhuis met voormalige maalderij                                                                 | 1907              | P. Aarts, Rijen               | Nieuwstraat 113        | 51° 32' 55" NB, 4° 56' 31" OL | 0784/WN008 | Upload foto                                                       |
| Woonhuis (voorheen winkel/woonhuis met bakkerij)                                                  | ca. 1904          | A.L. Botermans, Gilze         | Oranjestraat 11        | 51° 32' 32" NB, 4° 56' 18" OL | 0784/WN009 | Upload foto                                                       |
| Woonhuis                                                                                          | 1886              | A.L. Botermans, Gilze         | Raadhuisstraat 21      | 51° 32' 30" NB, 4° 56' 32" OL | 0784/WN010 | Upload foto                                                       |
| Villa                                                                                             | ca. 1915          | A.L. Botermans, Gilze         | Raadhuisstraat 23      | 51° 32' 30" NB, 4° 56' 31" OL | 0784/WN011 | Villa                                                             |
| Voormalige steenfabriek, heden kantoor, woonhuis en expositeruimte alsmede vleermuizenonderkomen. |                   |                               | Steenfabriek 1-2-3-7   | 51° 31' 48" NB, 4° 56' 39" OL | 0784/WN012 | Meer afbeeldingen                                                 |
| Woning pachtboerderij en schuur bij Landgoed Valkenberg                                           | 1914-15           |                               | Valkenberg 6           | 51° 32' 7" NB, 4° 50' 29" OL  | 0784/WN013 | Upload foto                                                       |

## Molenschot
De plaats Molenschot kent vier gemeentelijke monumenten:
| Object                                             | Bouwjaar  | Architect                                  | Locatie                                            | Coördinaten                   | Nr.        | Afbeelding        |
| -------------------------------------------------- | --------- | ------------------------------------------ | -------------------------------------------------- | ----------------------------- | ---------- | ----------------- |
| Voormalige landbouwschuur                          | 1930      | C. van Beek, Rijen                         | Veenstraat 3                                       | 51° 34' 25" NB, 4° 52' 55" OL | 0784/WN014 | Upload foto       |
| Voorheen woonhuis met stal, heden twee woonhuizen. | 1935      | C. van Beek, Rijen                         | Veenstraat 5-7                                     | 51° 34' 25" NB, 4° 52' 56" OL | 0784/WN015 | Upload foto       |
| Clubhuis Golfclub “Toxandria”                      | 1928      | W. Stok, Breda                             | Veenstraat 89                                      | 51° 34' 56" NB, 4° 53' 15" OL | 0784/WN016 | Meer afbeeldingen |
| Munitiebunker van beton                            | 1942/1943 | Ontworpen en gebouwd door Duitse bezetter. | Molenschotsebaan ca. 50m ten zuiden van Veenstraat | 51° 34' 46" NB, 4° 53' 23" OL | 0784/WN017 | Upload foto       |

## Rijen
De plaats Rijen kent vijftien gemeentelijke monumenten:
| Object                                                                         | Bouwjaar  | Architect                                           | Locatie                   | Coördinaten                   | Nr.        | Afbeelding                                                      |
| ------------------------------------------------------------------------------ | --------- | --------------------------------------------------- | ------------------------- | ----------------------------- | ---------- | --------------------------------------------------------------- |
| Voormalige lederfabriek.                                                       | 1950      | A. Waskowsky, Breda                                 | Vincent van Goghstraat 25 | 51° 35' 15" NB, 4° 54' 44" OL | 0784/WN018 | Meer afbeeldingen                                               |
| Woonhuis                                                                       | 1915      | Jos van der Maade, Rijen                            | Hoofdstraat 24-26         | 51° 35' 21" NB, 4° 55' 8" OL  | 0784/WN019 | Woonhuis                                                        |
| Woonhuis                                                                       | 1934      | A. Aarts, Rijen                                     | Hoofdstraat 55            | 51° 35' 29" NB, 4° 55' 4" OL  | 0784/WN020 | Meer afbeeldingen                                               |
| Maria Magdalenakerk                                                            | 1905-1906 | J.H.H. van Groenendaal, ’s-Hertogenbosch            | Hoofdstraat 60            | 51° 35' 28" NB, 4° 55' 6" OL  | 0784/WN021 | Meer afbeeldingen                                               |
| Woonhuis en voormalig architectenbureau van C. Schaffelaar                     | 1909      | C. Schaffelaar                                      | Hoofdstraat 148           | 51° 35' 43" NB, 4° 55' 0" OL  | 0784/WN022 | Meer afbeeldingen                                               |
| Voormalige directeurswoning van Lederfabriek "Noord-Brabant"                   | 1910      | P. Aarts, Rijen                                     | Julianastraat 34          | 51° 34' 44" NB, 4° 55' 32" OL | 0784/WN023 | Meer afbeeldingen                                               |
| Schoorsteen van de voormalige Lederfabriek "Noord-Brabant"                     | 1910-1911 | P. Aarts, Rijen                                     | Julianastraat 38          | 51° 34' 49" NB, 4° 55' 31" OL | 0784/WN024 | Meer afbeeldingen                                               |
| Voormalige Maria Boodschapkerk, heden Multifunctioneel centrum “De Boodschap”. | 1961      | H.M. Koldewey, Voorburg                             | Nassaulaan 62             | 51° 35' 22" NB, 4° 54' 26" OL | 0784/WN025 | Meer afbeeldingen                                               |
| Gemeentehuis                                                                   | 1960-1961 | Architectenbureau Ir. A. Siebers en Ir. W. van Dael | Raadhuisplein 1           | 51° 35' 24" NB, 4° 54' 42" OL | 0784/WN026 | Meer afbeeldingen                                               |
| Stationsgebouw                                                                 | 1915-1916 | Bouwkundige afdeling van de Nederlandse Spoorwegen  | Stationsplein 1-2         | 51° 35' 3" NB, 4° 55' 29" OL  | 0784/WN027 | Meer afbeeldingen                                               |
| Woonhuis met kantoor                                                           | 1932      | A. Aarts, Rijen                                     | Stationsplein 4-5         | 51° 35' 4" NB, 4° 55' 25" OL  | 0784/WN028 | Woonhuis met kantoor                                            |
| Café-restaurant met woonhuis.                                                  | ca. 1865  |                                                     | Stationsstraat 1          | 51° 35' 4" NB, 4° 55' 22" OL  | 0784/WN029 | Café-restaurant met woonhuis.                                   |
| Winkel/woonhuis                                                                | 1932      | A. Aarts, Rijen                                     | Stationsstraat 2          | 51° 35' 5" NB, 4° 55' 23" OL  | 0784/WN030 | Winkel/woonhuis                                                 |
| Woonhuis                                                                       | 1920      | P. Aarts, Rijen                                     | Stationsstraat 54-56      | 51° 35' 12" NB, 4° 55' 16" OL | 0784/WN031 | Woonhuis                                                        |
| Horeca, zalen, en manege/recreatie-inrichtingen "De Vijf Eiken"                | ca. 1881  |                                                     | Oosterhoutseweg 55        | 51° 35' 16" NB, 4° 54' 11" OL | 0784/WN032 | Horeca, zalen, en manege/recreatie-inrichtingen "De Vijf Eiken" |

's-Hertogenbosch ·
Alphen-Chaam ·
Altena ·
Asten ·
Baarle-Nassau ·
Bergeijk ·
Bergen op Zoom ·
Bernheze ·
Best ·
Bladel ·
Boekel ·
Boxtel ·
Cranendonck ·
Deurne ·
Dongen ·
Drimmelen ·
Eersel ·
Eindhoven ·
Etten-Leur ·
Lijst van gemeentelijke monumenten in Geertruidenberg ·
Geldrop-Mierlo ·
Gemert-Bakel ·
Gilze en Rijen ·
Goirle ·
Halderberge ·
Heeze-Leende ·
Helmond ·
Heusden ·
Hilvarenbeek ·
Laarbeek ·
Land van Cuijk ·
Maashorst ·
Meierijstad ·
Moerdijk ·
Nuenen, Gerwen en Nederwetten ·
Oirschot ·
Oisterwijk ·
Oosterhout ·
Oss ·
Reusel-De Mierden ·
Roosendaal ·
Someren ·
Son en Breugel ·
Lijst van gemeentelijke monumenten in Steenbergen ·
Tilburg ·
Valkenswaard ·
Vught ·
Waalre ·
Waalwijk ·
Woensdrecht ·
Zundert